# William Henry (attore)
William Albert Henry (Los Angeles, 10 novembre 1914 – Los Angeles, 10 agosto 1982) è stato un attore statunitense.
Fratello dell'attore Thomas Browne Henry, è stato accreditato anche con i nomi Bill Henry, William 'Bill' Henry, William A. Henry e Scott Jordan.

## Biografia
William Henry nacque a Los Angeles, in California, il 10 novembre 1914. Ha recitato in 130 film dal 1925 al 1971 ed è apparso in oltre 90 produzioni televisive dal 1951 al 1974. Morì a Los Angeles il 10 agosto 1982 e fu cremato e le ceneri furono disperse in mare.

## Filmografia

### Cinema
- Lord Jim (1925)
- La principessa innamorata (Adorable) (1933)
- Best of Enemies, regia di Rian James (1933)
- La via proibita (Coming-Out Party) (1934)
- L'uomo ombra (The Thin Man), regia di W. S. Van Dyke (1934)
- L'agente n. 13 (Operator 13), regia di Richard Boleslawski (1934)
- A Wicked Woman (1934)
- La carne e l'anima (Society Doctor), regia di George B. Seitz (1935)
- Sui mari della cina (China Seas) (1935)
- The Perfect Tribute (1935)
- Fuoco liquido (Exclusive Story) (1936)
- The Perfect Set-Up (1936)
- La fuga di Tarzan (Tarzan Escapes), regia di Richard Thorpe, John Farrow, William A. Wellman (1936)
- Double or Nothing, regia di Theodore Reed (1937)
- Madame X (1937)
- What Do You Think? (1937)
- Mama Runs Wild (1937)
- Il giuramento dei quattro (Four Men and a Prayer), regia di John Ford (1938)
- Yellow Jack (1938)
- Campus Confessions (1938)
- A Man to Remember (1938)
- Ambush (1939)
- Persons in Hiding (1939)
- The Arizona Wildcat, regia di Herbert I. Leeds (1939)
- I'm from Missouri, regia di Theodore Reed (1939)
- Television Spy (1939)
- L'ultimo pellirossa (Geronimo) (1939)
- Emergency Squad (1940)
- Parole Fixer (1940)
- The Way of All Flesh (1940)
- Queen of the Mob (1940)
- Cherokee Strip (1940)
- Jennie (1940)
- Fiori nella polvere (Blossoms in the Dust), regia di Mervyn LeRoy (1941)
- Dance Hall, regia di Irving Pichel (1941)
- Scattergood Meets Broadway (1941)
- Pardon My Stripes (1942)
- Klondike Fury (1942)
- A Gentleman After Dark (1942)
- Stardust on the Sage (1942)
- Rubber Racketeers (1942)
- There's One Born Every Minute (1942)
- Sweater Girl (1942)
- The Great Glover (1942)
- Tornado (1943)
- Calaboose (1943)
- Socks Appeal (1943)
- I Escaped from the Gestapo (1943)
- His Girl's Worst Friend (1943)
- Sarong Girl (1943)
- False Faces (1943)
- Alaska Highway (1943)
- Johnny Come Lately (1943)
- Nearly Eighteen (1943)
- Women in Bondage (1943)
- He Was Only Feudin' (1943)
- The Navy Way (1944)
- Call of the South Seas (1944)
- La donna e il mostro (The Lady and the Monster), regia di George Sherman (1944)
- Il pilota del Mississippi (The Adventures of Mark Twain), regia di Irving Rapper (1944)
- La mia via (Going My Way) (1944)
- Silent Partner (1944)
- G.I. War Brides  (1946)
- The Invisible Informer  (1946)
- The Mysterious Mr. Valentine (1946)
- The Fabulous Suzanne  (1946)
- Trail to San Antone  (1947)
- Donne nella notte (Women in the Night)  (1948)
- King of the Gamblers  (1948)
- The Denver Kid  (1948)
- Death Valley Gunfighter, regia di R.G. Springsteen (1949)
- Streets of San Francisco  (1949)
- Motor Patrol (1950)
- Federal Man (1950)
- David Harding, Counterspy (1950)
- The Old Frontier, regia di Philip Ford (1950)
- Il segreto del carcerato (Southside 1-1000) (1950)
- Furia del congo (Fury of the Congo) (1951)
- Rodolfo Valentino (Valentino) (1951)
- Il più grande spettacolo del mondo (The Greatest Show on Earth), regia di Cecil B. DeMille (1952)
- Thundering Caravans, regia di Harry Keller (1952)
- Uomini alla ventura (What Price Glory), regia di John Ford (1952)
- Immersione rapida (Torpedo Alley), regia di Lew Landers (1952)
- Marshal of Cedar Rock, regia di Harry Keller (1953)
- Savage Frontier, regia di Harry Keller (1953)
- Canadian Mounties vs. Atomic Invaders (1953)
- L'ultimo agguato (A Life at Stake), regia di Paul Guilfoyle (1954)
- Hollywood Thrill-Makers (1954)
- Il segreto degli Incas (Secret of the Incas), regia di Jerry Hopper (1954)
- I giustizieri del Kansas (Masterson of Kansas) (1954)
- Rivolta al molo n. 6 (New Orleans Uncensored) (1955)
- Spionaggio atomico (A Bullet for Joey) (1955)
- La valle degli uomini luna (Jungle Moon Men) (1955)
- La nave matta di Mister Roberts (Mister Roberts) (1955)
- Paris Follies of 1956 (1955)
- Corte marziale (The Court-Martial of Billy Mitchell) (1955)
- Fascino e perfidia (Three Bad Sisters) (1956)
- Alla frontiera dei Dakotas (The Wild Dakotas) (1956)
- I conquistatori dell'uranio (Uranium Boom) (1956)
- Il colosso d'argilla (The Harder They Fall) (1956)
- I tre fuorilegge (The Three Outlaws) (1956)
- Soli nell'infinito (Toward the Unknown) (1956)
- I gangster non perdonano (Accused of Murder) (1956)
- Le ali delle aquile (The Wings of Eagles) (1957)
- Sotto la minaccia (Man Afraid) (1957)
- Ragazze senza nome (Untamed Youth) (1957)
- Spook Chasers (1957)
- L'animale femmina (The Female Animal) (1958)
- La legge del fucile (Day of the Badman) (1958)
- Furia d'amare (Too Much, Too Soon) (1958)
- Il cavaliere azzurro della città dell'oro (The Lone Ranger and the Lost City of Gold) (1958)
- L'ultimo urrà (The Last Hurrah) (1958)
- Pistole calde a Tucson (Gunsmoke in Tucson) (1958)
- Duello alla pistola (The Gunfight at Dodge City) (1959)
- Soldati a cavallo (The Horse Soldiers) (1959)
- I dannati e gli eroi (Sergeant Rutledge) (1960)
- Sette strade al tramonto (Seven Ways from Sundown) (1960)
- La battaglia di Alamo (The Alamo) (1960)
- Cavalcarono insieme (Two Rode Together) (1961)
- L'uomo che uccise Liberty Valance (The Man Who Shot Liberty Valance) (1962)
- La conquista del West (How the West Was Won) (1962)
- Il collare di ferro (Showdown) (1963)
- Il ballo delle pistole (He Rides Tall) (1964)
- L'amaro sapore del potere (The Best Man) (1964)
- Il grande sentiero (Cheyenne Autumn) (1964)
- Taggart 5000 dollari vivo o morto (Taggart) (1964)
- Erasmo il lentigginoso (Dear Brigitte) (1965)
- El Dorado (1966)
- The Walls Have Eyes (1969)
- Il magliaro a cavallo (Skin Game) (1971)

### Televisione
- The Living Christ Series – miniserie TV (1951)
- Le inchieste di Boston Blackie (Boston Blackie) – serie TV, 2 episodi (1952)
- Gang Busters – serie TV, un episodio (1952)
- Death Valley Days – serie TV, un episodio (1952)
- The George Burns and Gracie Allen Show – serie TV, un episodio (1953)
- Mr. & Mrs. North – serie TV, un episodio (1953)
- Le avventure di Gene Autry (The Gene Autry Show) – serie TV, 3 episodi (1950-1953)
- Your Jeweler's Showcase – serie TV, un episodio (1953)
- Passport to Danger – serie TV, un episodio (1954)
- Fireside Theatre – serie TV, 4 episodi (1950-1954)
- Hopalong Cassidy – serie TV, 3 episodi (1952-1954)
- Cisco Kid (The Cisco Kid) – serie TV, 9 episodi (1950-1954)
- Your Favorite Story – serie TV, un episodio (1954)
- The Adventures of Kit Carson – serie TV, 2 episodi (1954)
- The Ford Television Theatre – serie TV, un episodio (1954)
- TV Reader's Digest – serie TV, episodi 1x01-1x21 (1955)
- Schlitz Playhouse of Stars – serie TV, un episodio (1955)
- The Man Behind the Badge – serie TV, un episodio (1955)
- Commando Cody: Sky Marshal of the Universe – serie TV, 2 episodi (1955)
- Frida (My Friend Flicka) – serie TV, episodio 1x05 (1955)
- Judge Roy Bean – serie TV, 3 episodi (1956)
- Red Ryder – serie TV, un episodio (1956)
- Penna di Falco, capo cheyenne (Brave Eagle) – serie TV, episodi 1x14-1x16 (1955-1956)
- Le avventure di Campione (The Adventures of Champion) – serie TV, episodi 1x13-1x21 (1955-1956)
- Sky King – serie TV, 2 episodi (1956)
- Four Star Playhouse – serie TV, un episodio (1956)
- Navy Log – serie TV, episodi 1x25-1x33 (1956)
- Buffalo Bill, Jr. – serie TV, 6 episodi (1955-1956)
- Adventures of Superman – serie TV, un episodio (1956)
- The Jack Benny Program – serie TV, un episodio (1956)
- The Hardy Boys: The Mystery of the Applegate Treasure – serie TV, un episodio (1956)
- Scienza e fantasia (Science Fiction Theatre) – serie TV, episodi 1x39-2x27 (1956)
- Il cavaliere solitario (The Lone Ranger) – serie TV, 3 episodi (1956)
- Playhouse 90 – serie TV, un episodio (1956)
- Massacre at Sand Creek – film TV (1956)
- Annie Oakley – serie TV, 8 episodi (1954-1957)
- The People's Choice – serie TV, un episodio (1957)
- West Point – serie TV, un episodio (1957)
- Colt .45 – serie TV, un episodio (1957)
- Dragnet – serie TV, un episodio (1957)
- Il sergente Preston (Sergeant Preston of the Yukon) – serie TV, un episodio (1957)
- Tales of the Texas Rangers – serie TV, un episodio (1957)
- Trackdown – serie TV, un episodio (1958)
- Furia (Fury) – serie TV, 2 episodi (1956-1958)
- Wild Bill Hickok (Adventures of Wild Bill Hickok) – serie TV, un episodio (1958)
- Casey Jones – serie TV, un episodio (1958)
- Broken Arrow – serie TV, un episodio (1958)
- Harbor Command – serie TV, episodio 1x35 (1958)
- Target – serie TV, episodio 1x16 (1958)
- Buckskin – serie TV, 2 episodi (1958)
- Le leggendarie imprese di Wyatt Earp (The Life and Legend of Wyatt Earp) – serie TV, 4 episodi (1956-1958)
- Behind Closed Doors – serie TV, un episodio (1958)
- Lawman – serie TV, un episodio (1958)
- Letter to Loretta – serie TV, un episodio (1958)
- Cimarron City – serie TV, episodio 1x06 (1958)
- Carovane verso il west (Wagon Train) – serie TV, un episodio (1958)
- La pattuglia della strada (Highway Patrol) – serie TV, un episodio (1959)
- 26 Men – serie TV, 4 episodi (1958-1959)
- Tombstone Territory – serie TV, un episodio (1959)
- Le avventure di Rin Tin Tin (The Adventures of Rin Tin Tin) – serie TV, 4 episodi (1955-1959)
- Yancy Derringer – serie TV, episodio 1x33 (1959)
- The Rough Riders – serie TV, un episodio (1959)
- The Deputy – serie TV, un episodio (1959)
- Disneyland – serie TV, un episodio (1959)
- Laramie – serie TV, un episodio (1959)
- Pony Express – serie TV, episodio 1x20 (1960)
- Bat Masterson – serie TV, 2 episodi (1958-1960)
- I racconti del West (Zane Grey Theater) – serie TV, 5 episodi (1957-1960)
- Avventure lungo il fiume (Riverboat) – serie TV, un episodio (1960)
- The Case of the Dangerous Robin – serie TV, un episodio (1960)
- Assignment: Underwater – serie TV, 2 episodi (1960)
- Bringing Up Buddy – serie TV, un episodio (1961)
- The Rebel – serie TV, 2 episodi (1960-1961)
- Tales of Wells Fargo – serie TV, 3 episodi (1957-1961)
- Whispering Smith – serie TV, un episodio (1961)
- Alcoa Premiere – serie TV, un episodio (1962)
- Gli uomini della prateria (Rawhide) – serie TV, 5 episodi (1959-1963)
- Lassie – serie TV, 4 episodi (1958-1965)
- Selvaggio west (The Wild Wild West) - serie TV, episodio 1x12 (1965)
- Branded – serie TV, episodi 2x08-2x15 (1965)
- Cavaliere solitario (The Loner) – serie TV, un episodio (1966)
- Laredo – serie TV, un episodio (1967)
- Il virginiano (The Virginian) – serie TV, episodio 6x03 (1967)
- Hondo – serie TV, episodio 1x05 (1967)
- Bonanza – serie TV, 2 episodi (1962-1967)
- Una famiglia si fa per dire (Accidental Family) – serie TV, un episodio (1967)
- Le spie (I Spy) – serie TV, 2 episodi (1967-1968)
- Gunsmoke – serie TV, 6 episodi (1964-1968)
- Lancer – serie TV, episodio 1x26 (1969)
- Marcus Welby (Marcus Welby, M.D.) – serie TV, un episodio (1970)
- Gli eroi di Hogan (Hogan's Heroes) – serie TV, un episodio (1970)
- Mayberry R.F.D. – serie TV, 2 episodi (1969-1970)
- Adam-12 – serie TV, un episodio (1970)
- L'uomo da sei milioni di dollari (The Six Million Dollar Man) – serie TV, un episodio (1974)
- Squadra emergenza (Emergency!) – serie TV, 2 episodi (1972-1978)